# Arne Beurling

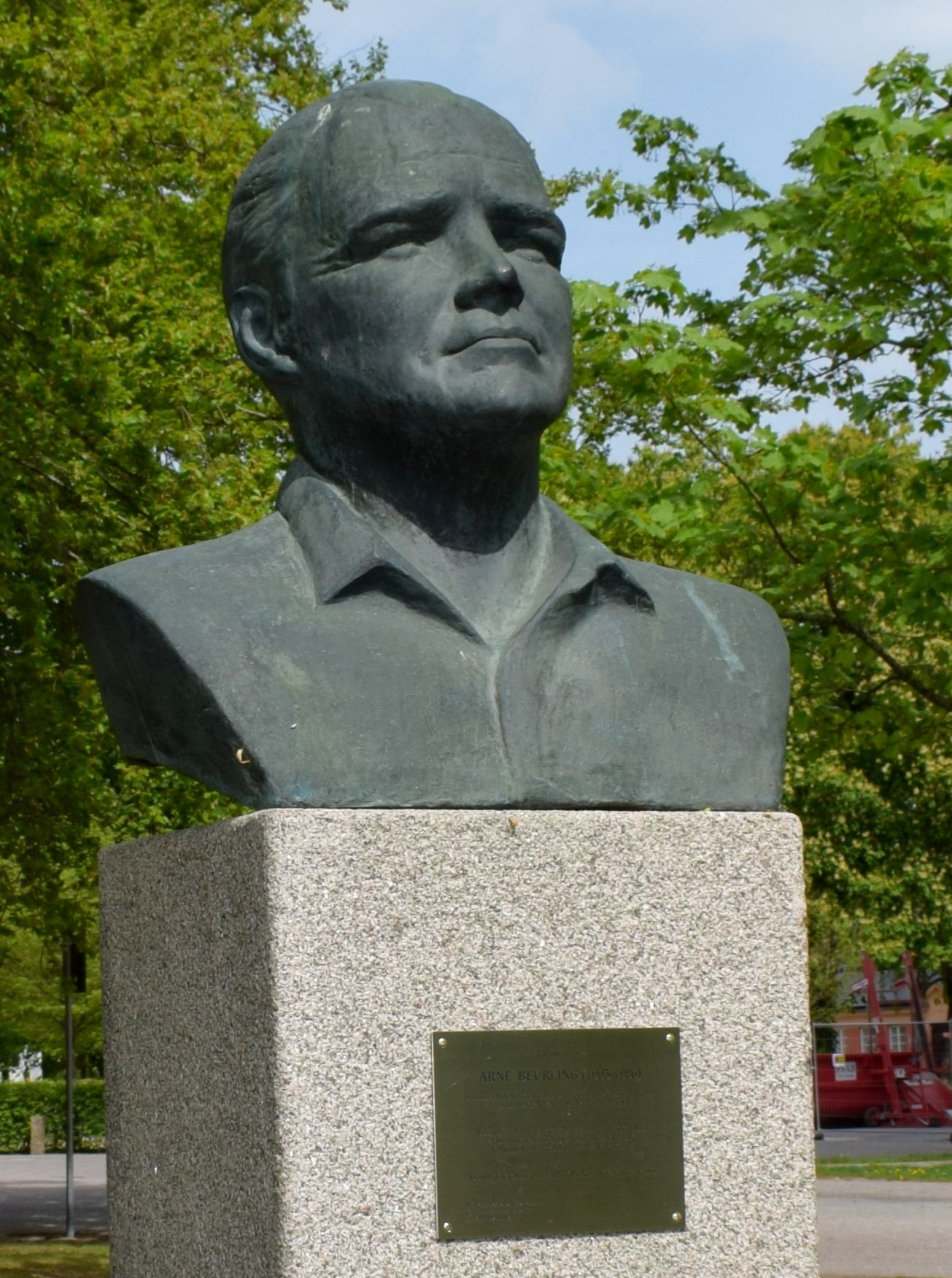
Byst av Arne Beurling utanför Uppsala universitet. Foto från maj 2019.

Arne Karl August Beurling, född 3 februari 1905 i Masthuggs församling i Göteborg,
död 20 november 1986 i Princeton i New Jersey i USA, var en svensk matematiker, verksam vid Uppsala universitet och Princeton University. Han är främst uppmärksammad för sina insatser inom området kryptering. Beurling arbetade inom den matematiska vetenskapen främst med harmonisk analys, komplex analys och potentialteori.
Under andra världskriget lyckades han inte bara knäcka utan även rekonstruera funktionen hos den tyska krigsmaktens så kallade  G-skrivare. Därigenom fick den svenska regeringen och berörda svenska myndigheter under flera års tid tillgång till hemlig tysk information. 

## Biografi
Arne Beurling var son till sjökaptenen och godsägaren Konrad Beurling, född 18 september 1872, och friherrinnan Eva Elsa Elisabet Raab, född den 15 maj 1878. Efter studentexamen 1924 vid Göteborgs högre samskola påbörjade han akademiska studier vid Uppsala universitet. Där blev han redan 1926 filosofie kandidat och två år senare filosofie licentiat. Under värnpliktstjänstgöringen 1930–1931 utbildades han i kryptoforcering och utmärkte sig som kryptoanalytiker. Beurling var biträdande lärare vid Uppsala universitet 1931–1933. Han disputerade 1933 i matematik på avhandlingen Études sur un problème de majoration. Beurling var docent i matematik  i Uppsala från 1933 och därefter professor i matematik 1937–1954. Han var gästprofessor vid Harvard University 1948–1949, och 1954–1973 professor vid Institute for Advanced Study vid Princeton University i USA, där han även övertog Albert Einsteins tjänsterum.
När kriget började anmälde Arne Beurling sig för tjänstgöring vid Försvarsstabens kryptoavdelning, senare FRA. Han arbetade inledningsvis med flera olika sovjetiska krypton. Sommaren 1940 lyckades Beurling med sin kanske största bedrift: att knäcka tyskarnas kryptomaskin G-skrivaren. Denna insats lyckades Beurling med på två veckor med hjälp av papper och penna och endast ett dygns insamlade meddelanden. Tyskland lånade nämligen under världskriget svenska teleledningar för teleprintertrafik till sina trupper i Norge och den svenska militären utnyttjade detta för avlyssning och lyckades under flera år samla in flera hundra tusen meddelanden. Genom Beurlings insats kunde man tillverka egna kryptomaskiner med samma funktion, vilket hjälpte Sveriges regering att få förhandskunskap om många viktiga händelser under kriget, bland andra Operation Barbarossa, Tysklands anfall på Sovjetunionen.
Hans samlade skrifter (matematiska uppsatser) utgavs postumt 1989.

## Beurlings kryptobedrift
Knäckandet av ett krypto brukar vara en större hemlighet än kryptot självt. Det är därför märkligt att Beurlings framgångsrika arbete har kommit till allmän kännedom.
År 1985 utgav försvarsdepartementet en bok om Svensk underrättelsetjänst 1939–1945 av Wilhelm Carlgren (historiker och chef för UD:s arkiv), som tar upp en händelse 1942 där tyskarna via finnarna ska ha fått information om att svenskarna kunde knäcka G-skrivarens krypto. 1990 firade FRA 50-årsminnet av Beurlings kryptobedrift sommaren 1940 med en serie interna föredrag och några som hölls på KTH den 12 juni 1990. Bengt Beckman (1925–2012), som 1991 gick i pension från FRA, och Olle Häger gjorde en tv-dokumentär G som i hemlig, som sändes 1994. Bengt Beckman skrev också boken Svenska kryptobedrifter (1996). Boken kom i en ny upplaga i pocketformat 2005, bearbetad av Kjell-Ove Widman.
Det bör tilläggas, att något som hjälpte Beurling att knäcka det tyska kryptot var att de tyska operatörerna sände flera meddelanden med samma inställningar, vilket var emot reglerna. Detta medförde att man fick ett större underlag för att kunna göra de statistiska beräkningarna av krypteringen. Beurling avslöjade aldrig hur han gick tillväga för att lyckas, vilket kanhända har ökat mystiken kring honom och hans verk inom svenska kryptobedrifter. Dock kunde Beurlings tidigare elev vid Uppsala universitet och under lång tid kryptoanalytikern på FRA Carl-Gösta Borelius på ett trovärdigt sätt i efterhand rekonstruera Beurlings bedrift.

## Utmärkelser
Beurling blev ledamot av Kungliga Vetenskapsakademien 1937, av Kungliga Vetenskaps-Societeten i Uppsala 1937, av Finska Vetenskaps-Societeten 1942, av Kungliga Fysiografiska Sällskapet i Lund 1948 och av Det Kongelige Danske Videnskabernes Selskab 1951. Han blev hedersledamot av Göteborgs nation i Uppsala 1937.
Beurling var riddare av Nordstjärneorden och riddare av Vasaorden och har fått ett torg (gatuavsnitt) i norra Kista uppkallat efter sig, Arne Beurlings torg.

## Privatliv

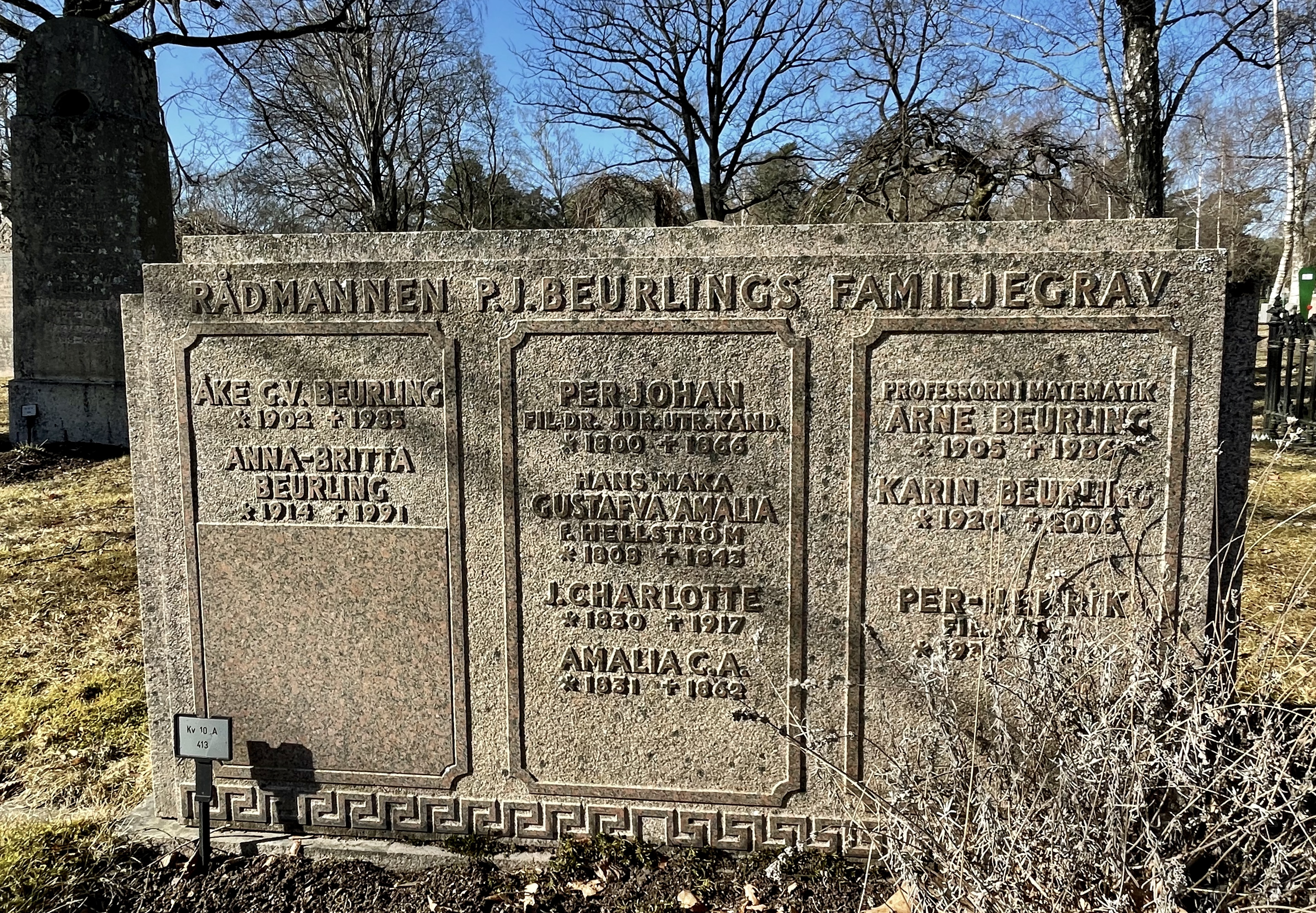
Familjen Beurlings grav vid Norra begravningsplatsen i Solna.

Arne Beurling var son till Konrad Beurling (1872–1957) och Elsa Raab (1878–1957). Hans farfars farfar var urmakaren Pehr Henrik Beurling – troligen den som ändrade stavningen av släktnamnet till Beurling från tidigare Burling.
Beurling var i sitt första äktenskap gift 1936–1940 med provinsialläkaren, medicine licentiat, Britta Östberg (1907–1971), som var dotter till lektorn Henrik Östberg och filosofie doktor Gerda Nilsson. Han gifte om sig 1950 med filosofie magister Karin Lindblad (1920–2006), som var dotter till järnhandlaren Henric Lindblad och Wanja Bengtsson. I första äktenskapet hade han två barn. Arne Beurling avled den 20 november 1986 och blev gravsatt den 15 juni 1987 på Norra begravningsplatsen i Solna.